# Низовский 23-й пехотный полк
23-й пехотный Низовский генерал-фельдмаршала графа Салтыкова полк — пехотная воинская часть Русской императорской армии.
- Старшинство — 9 мая 1726 г.
- Полковой праздник — 9 мая.

## Места дислокации
В 1820 году — село Каменное, переведён из Бобруйска. Второй батальон в Вознесенске при поселенной Бугской уланской дивизии.

## Формирование и кампании полка
Никогда я не видел таких отличных полков, каковы были Низовский и Ревельский пехотные, 3-й Егерский (полк Барклая-де-Толли) и Лейб-егерский батальон. Не только у Наполеона, но даже у Цезаря не было лучших воинов! Офицеры были молодцы и люди образованные; солдаты шли в сражение, как на пир (застолье)|пир: дружно, весело, с песнями и шутками.— Ф. В. Булгарин. Воспоминания.
Полк сформирован генерал-аншефом Матюшкиным на Кавказе 9 мая 1726 года из частей, отделённых от армейских полков для укомплектования войск, занимавших провинции, присоединённые от Персии, в составе двух батальонов, под названием Астаринского пехотного полка. По заключении Рештского договора полк возвратился в пределы России и был назван 7 ноября 1732 года Низовским пехотным полком.
Во время войны с Турцией 1736—1739 годов Низовцы находились с 8 мая по 20 июня 1736 года при осаде Азова, а в следующем году совершили поход в Крым. Последующие два года Низовский полк провёл на Украинской линии, охраняя границы от набегов татар.
В мае 1741 года из состоявших в ротах гренадер была сформирована особая гренадерская рота.
Во время русско-шведской войны 1741—1743 годов Низовский полк участвовал в штурме батареи на Кваренбакене, а затем охранял финское побережье от десанта неприятеля.
27 января 1747 года полк был приведён в трёхбатальонный состав с двумя гренадерскими ротами. 30 марта 1756 года была выделена рота на сформирование 3-го гренадерского полка.
В 1758 году Низовский полк принял участие в Семилетней войне и находился в сражениях при Пальциге и Кунерсдорфе, а в 1761 году — при осаде и взятии Кольберга.
В царствование императора Петра III полк назывался с 25 апреля по 5 июля 1762 года пехотным генерал-майора Ягана Ренненкампфа полком.
По вступлении на престол императрицы Екатерины II, полк был приведён 14 января 1763 года в состав двух батальонов с артиллерийской командой.
Во время русско-турецкой войны 1768—1774 годов Низовский полк участвовал в штурмах Хотина, Браилова, Журжи и Рущука. В 1792 году полк принял участие в военных действиях в Польше, затем при подавлении восстания Костюшко находился при поражении Зайончека у Хелма и при штурме Варшавы.
По вступлении на престол императора Павла I полк был наименован 29 ноября 1796 года мушкетёрским генерал-майора Ренненкампфа, а затем назывался именами шефов: генерал-майора Львова (с 31 октября 1798 года), Барановского (16 января 1799 года) и графа Шембека (с 21 января 1801 года).
В 1799 году полк участвовал в Итальянском и Швейцарском походе Суворова и находился в сражениях при Вердерио, Бассиньяно, на р. Требии, при Нови, Сен-Готарде и в Клентальской долине. За доблестные действия в Италии полку был пожалован 16 июля 1799 года «поход за военное отличие».
31 марта 1801 года император Александр I возвратил полку название Низовского и привёл его в трёхбатальонный состав. 16 мая 1803 года из полка была выделена одна рота, пошедшая на формирование Волынского мушкетёрского полка.
В кампании 1806 года Низовский полк, находясь в корпусе Беннигсена, участвовал в сражениях при Пултуске, Гейльсберге и Фридланде.
Во время русско-шведской войны 1808—1809 годов Низовский полк, находясь в корпусе Барклая де Толли, составлял сперва гарнизон Куопио, причём отбил три нападения Сандельса на этот город, а затем принял участие в отражении ночного нападения шведов на Иденсальми и совершил поход в Швецию, находясь в сражениях у Шелефте, Хернефорса и Севара. 28 февраля 1811 года полк был назван Низовским пехотным полком.
Во время Отечественной войны 1812 года низовцы находились сперва в Финляндии, а затем были переведены в Ригу для обеспечения Курляндии от покушений Макдональда и в конце 1812 года, присоединившись к корпусу Витгенштейна, приняли участие в боях на р. Березине. Заняв 23 декабря 1812 года Кенигсберг, полк вошёл в состав корпуса, блокировавшего Данциг, и провел свыше 11 месяцев под стенами этой крепости.
Во время русско-турецкой войны 1823—1829 годов полк участвовал в осадах Тульчи, Варны и Силистрии и находился затем в сражении при Кулевче. За доблестное участие в Турецкой войне Низовцы были награждены 6 апреля 1830 года серебряными трубами.
В 1831 году полк принял участие в усмирении польского мятежа на Волыни.
28 августа 1833 года, с присоединением 11-го егерского полка, Низовский полк был наименован Низовским егерским и приведён в состав четырёх действующих и двух резервных батальонов. После этого соединения серебряные трубы, пожалованные 6 апреля 1830 года, были заменены знаками отличия на кивера с надписью «За Варшаву 25 и 26 августа 1831 г.», для однообразия с 11-м егерским полком, имевшим это отличие.
В Венгерскую войну 1849 года Низовский полк находился при осаде Коморна.
В апреле 1854 года полк был отправлен в Придунайские княжества и в течение 6 месяцев нёс тыловую службу. 10 марта 1854 года для полка были сформированы в России из бессрочно-отпускных 7 и 8-й запасные батальоны. 1 марта 1855 года полк был назначен на усиление войск в Крыму и в апреле занял позицию на р. Каче. 4 августа 1855 года, во время сражения на р. Чёрной, Низовцы находились на левом фланге и атаковали Телеграфную гору.
17 апреля 1856 года полк был назван Низовским пехотным. В том же году 5, 6, 7 и 8-й батальоны были упразднены, 4-й батальон причислен к резервным войскам, и полк приведён 23 августа 1856 года в состав трёх батальонов с тремя стрелковыми ротами.
6 апреля 1863 года из 4-го резервного батальона и бессрочно-отпускных был сформирован двухбатальонный Низовский резервный пехотный полк, названный 13 августа 1863 года Донским пехотным полком. В этом же году полк принял участие в усмирении Польского мятежа.
25 марта 1864 года к наименованию полка был присоединён № 23. 7 апреля 1879 года из трёх стрелковых рот и вновь образованной 16-й роты был сформирован 4-й батальон.
25 марта 1891 года для сохранения в русской армии памяти о графе П. С. Салтыкове, победителе пруссаков у Франкфурта, полку присвоено его имя.
Полковой праздник — 9 мая.

## Знаки отличия полка
- Полковое простое знамя с надписью «1726—1826», с Александровской юбилейной лентой
- Поход за военное отличие
- Знаки на головные уборы с надписью «За Варшаву 25 и 26 августа 1831 г.». Пожалованы взамен серебряных труб, полученных 6 апреля 1830 г. за русско-турецкую войну 1828—1829 гг.

## Шефыполка
- 25.04.1762 — 05.07.1762 — генерал-майор Ренненкампф, Яган
- 03.12.1796 — 16.01.1799 — генерал-майор (с 29.11.1797 генерал-лейтенант) Львов, Сергей Лаврентьевич
- 16.01.1799 — 28.01.1801 — генерал-майор Барановский, Михаил Семёнович
- 28.01.1801 — 17.08.1803 — генерал-лейтенант граф Шембек, Александр Яковлевич
- 28.08.1803 — 01.09.1814 — генерал-майор Рахманов, Василий Сергеевич
- 25.03.1891 — хх.хх.1918 — генерал-фельдмаршал Салтыков, Пётр Семёнович (вечный шеф)

## Командиры полка
- хх.хх.1738 — хх.хх.1743 — полковник (с 11.09.1741 генерал-майор) Киндерман, Христиан Христианович
- 05.04.1792 — хх.хх.1794 — полковник Рарог (Ророг), Лев
- 15.09.1794 — 20.02.1797[3] — полковник фон Шиллинг, Лев
- 18.07.1798 — 01.10.1799 — подполковник (с 02.08.1798 полковник) Хитрово, Михаил Алексеевич
- 19.01.1800 — 28.09.1806 — подполковник (с 08.10.1800 полковник) Пышницкий, Дмитрий Ильич
- 16.02.1807 — 08.09.1807[4] — подполковник Макроники
- 11.01.1810 — 30.11.1816[5] — подполковник (с 17.06.1815 полковник) Базин, Фёдор Андреевич
- 17.12.1816 — 14.09.1828 — подполковник (с 14.02.1826 полковник) Левенталь, Фёдор Карлович
- 18.11.1828 — 28.01.1832 — полковник Апостолов, Алексей Григорьевич
- 28.01.1832 — 15.02.1832 — полковник Кононов, Александр Иванович
- 15.02.1832 — 02.04.1833 — полковник Куриленков
- 02.04.1833 — 15.01.1838 — полковник (с 06.12.1837 генерал-майор) Падейский, Семён Фёдорович
- 01.02.1838 — 03.05.1840[6] — полковник Шепелев, Андрей Иванович
- 19.05.1840 — 06.12.1849 — полковник (с 03.04.1849 генерал-майор) Дзерулев, Василий Михайлович
- 19.12.1849 — 11.05.1854 — полковник (с 30.03.1852 генерал-майор) князь Химшиев, Николай Николаевич
- 15.05.1854 — 06.09.1861 — полковник Тухолка, Александр Львович
- 06.09.1861 — 07.07.1865 — полковник Майдель, Юлиус Карлович
- 07.07.1865 — 30.08.1871 — полковник Орановский, Алоизий Казимирович
- 22.09.1871 — 10.08.1874 — полковник Полевой, Сергей Николаевич
- 10.08.1874 — 13.11.1876 — полковник Шелгунов, Николай Никанорович
- 13.11.1876 — хх.хх.1882 — полковник Гинце, Андрей Иванович
- 13.04.1882 — 13.02.1885 — полковник Патрик, Александр Васильевич
- 10.03.1885 — 19.10.1892 — полковник Калакуцкий, Александр Вениаминович
- 24.10.1892 — 06.11.1896 — полковник Кондырев, Кронид Павлович
- 06.11.1896 — 19.12.1898 — полковник Нечаев, Николай Иванович
- 19.12.1898 — 10.01.1902 — полковник Альтан, Георгий Максимилианович
- 25.02.1902 — 01.09.1905 — полковник Фотенгауер, Иван Александрович
- 08.10.1905 — 13.12.1906 — полковник Хамин, Николай Александрович
- 24.12.1906 — 28.01.1911 — полковник Точиловский, Иван Иосифович
- 28.01.1911 — 26.10.1912 — полковник Свяцкий, Владимир Николаевич
- 05.11.1912 — 10.08.1914[7] — полковник Данилов, Дмитрий Евграфович
- 09.01.1915 — 12.09.1915 — полковник Марченко, Николай Павлович
- 13.11.1915 — 25.06.1917 — полковник Родин, Павел Федотович
- 10.07.1917 — хх.хх.хххх —  командующий подполковник Стефанович, Альбин Альбинович